# Chaham El Maati
Chaham El Maati (en arabe : شهام المعاطي), né le 15 mars 1966, est un marathonien marocain. Il a notamment remporté le marathon de Los Angeles 1997 et le marathon de la Jungfrau 2001.

## Biographie
Installé en France à Annecy, Chaham se distingue en course en montagne. Il remporte notamment Saint-Julien-Le Salève en 1989 et le cross du Mont-Blanc en 1990. Il se consacre ensuite ave succès aux courses sur route en s'imposant au semi-marathon de Nice 1992 puis se spécialise en marathon.
Le 10 janvier 1993, Chaham remporte la victoire au marathon de Marrakech en 2 h 11 min 55 s, devant ainsi le premier Marocain à remporter l'épreuve depuis sa création.
Le 9 juin 1996, il se retrouve à la lutte avec le Sud-Africain Martin Ndivheni lors du marathon de São Paulo. Parvenant à faire la différence, Chaham remporte la victoire en 2 h 15 min 21 s, battant de près de deux minutes le précédent record du parcours.
Le 2 mars 1997, il prend le départ du marathon de Los Angeles. Au coude-à-coude avec l'Éthiopien Tesfaye Bekele durant la majeure partie de la course, Chaham trouve le rythme trop lent et accélère en fin de course, larguant son adversaire. Il s'impose en 2 h 14 min 16 s.
Engagé comme lièvre au marathon de Lyon 1998, Chaham parvient à tenir son rythme sur la distance, menant le Kényan Abraham Limo. Ce dernier ne parvenant pas à hausser le rythme en fin de course et Chaham étant toujours devant, il poursuit sur son allure et franchit la ligne d'arrivée le premier en 2 h 10 min 51 s, établissant ainsi son record personnel et le nouveau record du parcours.
En 2001, devenant moins véloce en marathon, il se consacre à nouveau davantage à la course en montagne. Le 1er juillet, il remporte son troisième succès au cross du Mont-Blanc. Le 1er septembre, il prend part au marathon de la Jungfrau. Combinant ses talents de coureur en montagne et de marathonien, il fait la différence en fin de course et double le tenant du titre Sergey Kaledin pour remporter la victoire dès sa première participation. Il ne parvient pas à défendre son titre l'année suivante, battu par Tesfaye Eticha qui signe un nouveau record du parcours.
Le 10 août 2003, alors que Jonathan Wyatt s'envole vers le record du parcours à Sierre-Zinal, Chaham effectue une solide course derrière Billy Burns. Il parvient à assurer sa place face à Ricardo Mejía puis à la remontée fulgurante de Christian Charrière et décroche la troisième marche du podium.

## Palmarès

### Route
| Année | Compétition                   | Lieu        | Place | Épreuve          | Temps           |
| ----- | ----------------------------- | ----------- | ----- | ---------------- | --------------- |
| 1990  | Semi-marathon Marvejols-Mende | Mende       | 3e    | Course populaire | 1 h 16 min 30 s |
| 1992  | Semi-marathon de Nice         | Nice        | 1er   | Semi-marathon    | 1 h 5 min 0 s   |
| 1993  | Marathon de Marrakech         | Marrakech   | 1er   | Marathon         | 2 h 11 min 55 s |
| 1994  | Marathon de Macao             | Macao       | 2e    | Marathon         | 2 h 15 min 33 s |
| 1996  | Westland Marathon             | Naaldwijk   | 2e    | Marathon         | 2 h 14 min 56 s |
| 1996  | Marathon de São Paulo         | São Paulo   | 1er   | Marathon         | 2 h 15 min 21 s |
| 1996  | Guldensporenmarathon          | Bruges      | 2e    | Marathon         | 2 h 14 min 9 s  |
| 1997  | Marathon de Los Angeles       | Los Angeles | 1er   | Marathon         | 2 h 14 min 16 s |
| 1997  | Guldensporenmarathon          | Bruges      | 3e    | Marathon         | 2 h 14 min 24 s |
| 1997  | Marathon d'Amsterdam          | Amsterdam   | 10e   | Marathon         | 2 h 17 min 41 s |
| 1998  | Guldensporenmarathon          | Bruges      | 2e    | Marathon         | 2 h 18 min 0 s  |
| 1998  | Marathon de Lyon              | Lyon        | 1er   | Marathon         | 2 h 10 min 51 s |
| 1999  | Guldensporenmarathon          | Bruges      | 1er   | Marathon         | 2 h 19 min 38 s |
| 2000  | Semi-marathon de Cannes       | Cannes      | 3e    | Semi-marathon    | 1 h 5 min 51 s  |
| 2001  | Guldensporenmarathon          | Bruges      | 2e    | Marathon         | 2 h 19 min 27 s |
| 2002  | Marathon d'Albi               | Albi        | 2e    | Marathon         | 2 h 18 min 19 s |
| 2002  | Marathon de Lausanne          | Lausanne    | 5e    | Marathon         | 2 h 19 min 1 s  |
| 2002  | Marathon de La Rochelle       | La Rochelle | 2e    | Marathon         | 2 h 17 min 53 s |
| 2003  | Marathon de Normandie         | Le Havre    | 2e    | Marathon         | 2 h 27 min 2 s  |
| 2003  | Marathon de Benidorm          | Benidorm    | 1er   | Marathon         | 2 h 27 min 57 s |
| 2003  | Marathon de Majorque          | Calvià      | 3e    | Marathon         | 2 h 23 min 10 s |

### Course en montagne
| no  | masculin           | Course                  | Longueur | Départ             | Temps           |
| --- | ------------------ | ----------------------- | -------- | ------------------ | --------------- |
| 1re | Médaille d'or      | Le Bélier               | 27 km    | 1989               | 1 h 51 min 39 s |
| 1re | Médaille d'or      | Saint-Julien-Le Salève  | 19 km    | 17 septembre 1989  | 1 h 13 min 26 s |
| 1re | Médaille d'or      | Cross du Mont-Blanc     | 21 km    | 1er juillet 1990   | 1 h 46 min 43 s |
| 1re | Médaille d'or      | Le Bélier               | 27 km    | 1991               | 1 h 47 min 51 s |
| 1re | Médaille d'or      | Cross du Mont-Blanc     | 21 km    | 4 juillet 1999     | 1 h 44 min 27 s |
| 1re | Médaille d'or      | Cross du Mont-Blanc     | 21 km    | 1er juillet 2001   | 1 h 43 min 53 s |
| 3e  | Médaille de bronze | Thyon-Dixence           | 16,35 km | 5 août 2001        | 1 h 10 min 56 s |
| 1re | Médaille d'or      | Le Bélier               | 27 km    | 2001               | 1 h 47 min 35 s |
| 1re | Médaille d'or      | Marathon de la Jungfrau | 42,2 km  | 1er septembre 2001 | 2 h 56 min 36 s |
| 3e  | Médaille de bronze | Cross du Mont-Blanc     | 21 km    | 29 juin 2002       | 1 h 43 min 28 s |
| 5e  | 5e                 | Sierre-Zinal            | 15 km    | 11 août 2002       | 1 h 12 min 49 s |
| 1re | Médaille d'or      | Le Bélier               | 27 km    | 2002               | 1 h 48 min 51 s |
| 2e  | Médaille d'argent  | Marathon de la Jungfrau | 42,2 km  | 8 septembre 2002   | 2 h 56 min 1 s  |
| 2e  | Médaille d'argent  | Montée du Nid d'Aigle   | 19,5 km  | 20 juillet 2003    | 1 h 52 min 31 s |
| 3e  | Médaille de bronze | Sierre-Zinal            | 31 km    | 10 août 2003       | 2 h 41 min 16 s |
| 1re | Médaille d'or      | Le Bélier               | 27 km    | 2003               | 1 h 52 min 58 s |
| 4e  | 4e                 | Marathon de la Jungfrau | 42,2 km  | 6 septembre 2003   | 3 h 7 min 25 s  |
| 4e  | 4e                 | Marathon de Zermatt     | 42,2 km  | 3 juillet 2004     | 3 h 17 min 45 s |
| 3e  | Médaille de bronze | Montée du Nid d'Aigle   | 19,5 km  | 17 juillet 2005    | 1 h 52 min 55 s |
| 5e  | 5e                 | Sierre-Zinal            | 31 km    | 14 août 2005       | 2 h 41 min 5 s  |
| 1re | Médaille d'or      | Le Bélier               | 27 km    | 2005               | 1 h 48 min 46 s |

## Records
| Épreuve       | Performance     | Date              | Lieu    |
| ------------- | --------------- | ----------------- | ------- |
| 10 kilomètres | 30 min 49 s     | 28 septembre 2003 | Annecy  |
| Semi-marathon | 1 h 2 min 57 s  | 31 mars 1996      | La Haye |
| Marathon      | 2 h 10 min 51 s | 4 octobre 1998    | Lyon    |